# Андреев, Евгений Сергеевич
Евгений Сергеевич Андреев — советский военный деятель и учёный, генерал-майор.

## Биография
Родился в 1894 году в . Член КПСС.
Участник Первой мировой войны: лётчик, командир авиационного отряда.
Участник гражданской войны.
Окончил Электротехническую военную академию.
В 1941—1943 — начальник Ленинградских авиационно-технических курсов усовершенствования имени К. Е. Ворошилова.
В 1943—1947 гг. — ректор МВТУ имени Баумана.
В 1947—1969 гг. — преподаватель, профессор Военно-воздушной академии им. Н. Е. Жуковского.
Умер в 1969 году в Москве.

## Награды
- Орден Ленина
- Орден Красного Знамени (трижды)
- Орден Красной Звезды (дважды)